# Walter Schottky
Walter Hermann Schottky (Zurique, Suíça, 23 de julho de 1886 — Pretzfeld, Alemanha Ocidental, 4 de março de 1976) foi um físico alemão.
Contribuiu para o desenvolvimento inicial da teoria dos fenômenos de emissão de elétrons e íons, inventou a tela-grade do tubo de vácuo em 1915 e o pêntodo em 1919 enquanto trabalhava na Siemens, e mais tarde fez muitas contribuições significativas nas áreas de dispositivos semicondutores, física e da tecnologia.

## Educação
Graduado na Academia Steglitz, Berlim, Alemanha em 1904. Obteve o bacharelado em física, na Universidade de Berlim, em 1908. Obteve um doutorado em física na Universidade de Berlim em 1912, orientado por Max Planck e Heinrich Rubens, com a tese Relativtheoretischen Zur Energetik und Dynamik.

## Carreira
Seu período de pós-doutorado transcorreu na Universidade de Jena (1912-1914). Em seguida, lecionou na Universidade de Würzburg (1919-1923). Foi professor de física teórica na Universidade de Rostock (1923-1927). Durante dois períodos trabalhou em laboratórios de investigação da Siemens (1914-191] e 1927-1958).

## Principais realizações
Possivelmente, em retrospecto, importante científica mais realização Schottky foi desenvolver (em 1914), a conhecida clássica fórmula bem, agora escrito - q 2 / 16π ε 0 x, para a energia de interação entre um ponto de carga q e um apartamento em metal de superfície, quando a carga está a uma distância x da superfície. Devido ao método de sua derivação, essa interação é chamada energia de imagem "potencial". Schottky baseou seu trabalho em trabalho anterior por Lord Kelvin PE relativas à imagem de uma esfera. A imagem da PE Schottky se tornou um componente padrão em modelos simples de barreira ao movimento, M (x), vivida por um elétron em abordar um metal ou uma superfície de metal - de semicondutores interface do interior. (Esta M (x) é a quantidade que aparece quando o one-dimensional, uma partícula, equação de Schrödinger é escrita na forma
{\displaystyle {\frac {d^{2}}{dx^{2}}}\Psi (x)={\frac {2m}{\hbar ^{2}}}M(x)\Psi (x).}
Aqui, é a constante de Planck dividida por 2π, m e é a massa do elétron). O PE da imagem é geralmente combinado com termos relacionados a uma aplicação de campo elétrico F e da altura h (na ausência de qualquer campo) da barreira. Isso leva à seguinte expressão para a dependência da energia barreira da distância x, medida a partir do eléctrico de superfície "do metal, no vácuo ou no de semicondutores:
{\displaystyle M(x)=\;h-eFx-e^{2}/4\pi \epsilon _{0}\epsilon _{r}x\;.}
Aqui, e é a carga elementar positiva, ε 0 é a constante elétrica ε r e é a permissividade relativa do meio segundo (= 1 para o vácuo ). No caso de uma junção semicondutor-metal, isso é chamado de barreira Schottky, no caso do vácuo interface metal, isto é às vezes chamado de -Nordheim barreira Schottky. Em muitos contextos, h tem que ser tomado igual ao local de trabalho da função φ.
Esta barreira Schottky-Nordheim (barreira SN) tem desempenhado importante papel na teorias de emissão termiônica e de emissão de elétrons de campo. Aplicando o campo faz baixar da barreira e, portanto, aumenta a emissão atual de emissão termiônica. Este é o chamado " efeito Schottky ", e o regime de emissão resultante é chamado de" emissão Schottky ".
Em 1923 Schottky sugeriu (incorretamente) que o fenômeno experimental chamado então de emissão autoelectronic e agora chamado de emissão eletrônica de campo resultaram quando a barreira foi puxado para baixo a zero. Na verdade, o efeito é devido a mecânica de tunelamento onda, como mostrado por Fowler e Nordheim em 1928. Mas a barreira SN agora se tornou o modelo para a barreira de tunelamento.
Mais tarde, no contexto de dispositivos semicondutores, foi sugerido que uma barreira semelhante deve existir a junção de um metal e um semicondutor. Essas barreiras são hoje conhecidas como barreiras Schottky, e considerações se aplicam à transferência de elétrons através deles que são análogas às considerações mais de como os elétrons são emitidos a partir de um metal em vácuo. (Basicamente, existem diversos regimes de emissão, para diferentes combinações de temperatura e campo. Os diferentes regimes são regulados por fórmulas aproximadas diferentes).
Quando o comportamento do conjunto dessas interfaces é examinada, verificou-se que eles possam agir (assimétrica), como uma forma especial de diodo eletrônico, agora chamado de diodo Schottky. Neste contexto, a junção do semicondutor-metal é conhecido como um " Schottky (rectificação) de contacto. 
Na superfície da ciência eletrônica / emissão e, em teoria, dispositivos de semicondutores, formam agora um significativo e generalizado parte do fundo para esses assuntos. Ele poderia ser argumentado que - talvez porque eles estão na área de Física técnico - que não são geralmente bem conhecidos como deveriam ser.

## Prêmios
Foi condecorado pela Royal Society com a Medalha Hughes em 1936, por sua descoberta do efeito Schrot (espontânea variações na corrente de alto vácuo, tubos de descarga, chamada por ele Schrot o "efeito": literalmente, o "pequeno efeito shot") em thermionic emissão e sua invenção da grade tetrode-screen e um superheterodyne método de receber sinais wireless. 
Em 1964 recebeu o Werner-von-Siemens-Ring honrar seu trabalho solo, quebrando a compreensão de muitos fenômenos físicos que levaram muitos importantes aparelhos técnicos, entre eles amplificadores valvulados e semicondutores.

## Pessoal
Filho do matemático Friedrich Schottky (1851-1935). Sua esposa era Isabel e tinham uma filha e dois filhos. Seu pai foi nomeado professor de matemática na Universidade de Zurique em 1882, e ele nasceu quatro anos depois. A família então se mudou para a Alemanha em 1892, onde seu pai assumiu um cargo na Universidade de Marburg.

## Obras
- Thermodynamik, Julius Springer, Berlim, Alemanha, 1929.
- Der Physik Glühelektroden, Verlagsgesellschaft Akademische, Leipzig, 1928.